# 熊本第一信用金庫
熊本第一信用金庫（くまもとだいいちしんようきんこ）は、熊本県熊本市中央区に本店を置く信用金庫。通称「第一信金」。

## 概要
熊本県内の4信金のうち、熊本市内には天草信金を除く3つの信用金庫（熊本・熊本第一・熊本中央）の本店を構える競合地域である。
各支店の展開は熊本市とその周辺が中心だが、山鹿信用金庫と合併した経緯もあり山鹿市など県北部にも多い。また県南部には、八代支店（八代市）がある。

## 沿革[1]
- 1950年8月 - 熊本第一信用組合として設立。
- 1952年2月 - 信用金庫法に基づき、「熊本第一信用金庫」となる。
- 1969年8月 - 山鹿信用金庫と合併する。
- 2008年4月25日 - プロサッカーJリーグ・ロアッソ熊本のユニフォーム袖スポンサーとなる。
- 2016年3月 - 合志さくらグラウンドにチハラザクラを植樹。
- 2017年2月 - 第3回 めぐり逢いパーティー開催。
- 2017年6月 - 刈草支店新築移転。
- 2017年8月 - 第6弾 夏休み特別企画　Kidsしんきん教室開催。
- 2017年11月 - 健軍支店新築。
- 2022年9月12日 - 尾ノ上支店を帯山支店内に移転[2]。
- 2023年9月15日 - この日をもって益城支店の営業を終了し、健軍支店に統合した[3]。これにより益城町内に拠点(店外ATMを含めて)を持つ信用金庫はゼロとなった。また、新町支店も営業を終了し、本店営業部に統合した[4]。
- 2024年9月20日 - この日をもって山鹿支店と来民支店の営業を終了し、新設した山鹿来民支店に統合した(山鹿来民支店のATMは9月21日から営業。)[5]。
- 2025年5月26日 - この日から磁気の影響を受けにくい新しい通帳（Hi-Co通帳）を取扱開始した(Hi-Co通帳に対応していない信用金庫ATMではHi-Co通帳は使えない。)[6]。